# Adam Reach
Adam Michael Reach, né le 3 février 1993 à Chester-le-Street, est un footballeur anglais évoluant comme défenseur ou milieu de terrain.

## Biographie
En novembre 2011, Middlesbrough FC le prêt d'urgence à Darlington FC jusqu'au 2 janvier.
Mi-août 2013, il rejoint Shrewsbury Town en prêt pour une durée d'un mois. En novembre de la même année, les clubs parviennent à un accord pour prolonger son prêt jusqu'en janvier 2014.
Fin janvier 2014, il rejoint en prêt Bradford City pour une durée d'un mois.
Le 26 septembre 2015 il est prêté pour une saison à Preston North End.
Le 31 août 2016 il rejoint Sheffield Wednesday.
Le 2 août 2021, il rejoint West Bromwich Albion pour une durée de contrat de trois ans,.
En février 2025, le joueur rejoint libre de tout contrat les Wycombe Wanderers pour une durée de contrat indéfinie. En mai de la même année, le club annonce qu'il quittera le club après la fin de son contrat.